# Reinhold von Essen (politiker)
Reinhold Jakob von Essen, född 26 april 1826 på Kavlås, Hömbs socken, Skaraborgs län, död 9 april 1910 i Skövde stadsförsamling, Skövde, var en svensk friherre, jurist, godsägare, politiker och tecknare.

## Biografi
von Essen blev student vid Uppsala universitet 1843 och avlade en förberedande juridisk examen 1848, då han också blev kanslist i Civildepartementet. År 1856 blev han juris utriusque kandidat och auskultant i Svea hovrätt. von Essen var riksdagsman och tillhörde första kammaren 1880–1888 och 1890–1891. Han ägde gården Ljunghem i Ljunghems socken 1859–1894. År 1890 blev han ledamot av Lantbruksakademien. Samma år utnämndes han till kommendör av Vasaorden av andra klassen och 1896 av första klassen. 
von Essen var även verksam som tecknare och målare, bland annat utförde han ett porträtt av Gunnar Wennerberg. Han är representerad vid Uppsala universitetsbibliotek med åtta teckningar.
Reinhold von Essen var son till överstelöjtnanten, friherre Thure Gustaf von Essen och friherrinnan Ulrica Cronstedt. Han var gift från 1867 med Anna Malling. Av deras två barn, en son och en dotter, var dottern gift med Erik B. Rinman.